# 安德烈斯·埃斯科巴
安德烈斯·埃斯科巴·萨尔达里亚加（西班牙語：Andrés Escobar Saldarriaga，西班牙語發音：[anˈdɾes eskoˈβaɾ saldaˈrjaɣa]；1967年3月13日—1994年7月2日），哥伦比亚足球运动员，司職後衛。曾效力於民族竞技、伯尔尼年轻人兩個俱樂部，後來加入哥倫比亞國家足球隊。
埃斯科巴最為世人所知的事件是，他在1994年世界杯足球赛对美国队的比赛中制造了一个乌龙球，致使哥倫比亞隊出局。當時不少賭球的毒贩因此血本無歸。回国后不久，埃斯科巴因此而被枪杀。然而，包括他的友人、隊友以及前主教練弗朗西斯科·马图拉纳在內的不少人將他的死歸咎於當時哥倫比亞的法制敗壞，烏龍球只扮演著次要角色。
今日哥倫比亞球迷仍十分尊敬埃斯科巴，尤其是民族競技俱樂部的球迷。

## 個人生活
埃斯科巴於1967年3月13日出生在哥倫比亞安蒂奧基亞省的麥德林。他在一個中產階級家庭中長大。曾在卡拉三兹學院（Colegio Calasanz）唸書，畢業於孔拉多·岡薩雷茲學院（Instituto Conrado González）。在成為職業球員之前，他加入了校足球隊。他與牙科醫生帕米拉·卡斯卡多（Pamela Cascardo）交往了五年之久，並已訂了婚。就在婚期前的一個月，埃斯科巴被殺。
其父達里奧·埃斯科巴（Darío Escobar）是一位銀行家，曾創立了一個基金會，給予青年人在正式場地上踢球的機會。安德烈斯死後，他的家人建立了「安德烈斯·埃斯科巴工程」，旨在幫助窮人家的孩子們學習踢球。安德烈斯的兄弟圣地亚哥也是前足球運動員，也曾效力於民族競技，1998年離開後擔任教練。

## 俱樂部生涯
埃斯科巴在足球生涯中一直扮演後衛角色。1987年，20歲的埃斯科巴成為一名職業球員。他的頭球十分知名，球衣号码是2号，被人稱作「足球紳士」（El Caballero del Fútbol）和「不朽的2號」（The Immortal Number 2）。在他俱樂部生涯中，效力於哥倫比亞俱樂部「民族競技」和瑞士俱樂部「伯尔尼年轻人」。他幫助民族競技在1989年的南美解放者杯上奪冠。
1994年世界杯之前，媒體報導埃斯科巴收到了加盟AC米蘭的邀請。

## 國際賽事生涯
埃斯科巴於1988年3月30日首次在哥倫比亞國家足球隊完成處女秀，以3-0橫掃加拿大。同年的羅斯盃足球賽，埃斯科巴首次亮相於國際賽事，並射入一球，以1-1的比分將英格蘭逼平。
1989年，埃斯科巴參加了美洲盃，登場4次，時年22歲，但哥倫比亞在第一輪比賽即被淘汰。他在同年的世界盃南美賽區外圍賽中登場。當時哥倫比亞獲得第二組第一名，但卻由於在所有小組勝出球隊中得分太低，不得不參加附加赛。哥倫比亞以1-0的總分勝出，得以參加1990年世界盃。在這次世界盃中，埃斯科巴參加了所有賽事。哥倫比亞晉級十六強，遭遇喀麥隆隊，以2-1被喀麥隆淘汰。
在1991年的美洲盃上，埃斯科巴登場7次。他沒有參加1994年世界盃南美賽區外圍賽，但卻參加了當年的世界盃。

## 烏龍球事件與被殺
1994年6月22日，哥倫比亞在世界盃首輪比賽中遭遇美國隊。埃斯科巴為了攔住美國隊中場约翰·哈克斯的傳中球，不慎自擺烏龍，最終美國以2-1淘汰哥倫比亞。世界盃後，埃斯科巴決定回到哥倫比亞，而不是去拉斯維加斯訪問親屬。
1994年7月1日，也就是哥倫比亞隊被淘汰後的第五天，當晚，埃斯科巴約朋友去麥德林波布拉多鎮。他們先後進入一間酒吧和酒品商店，隨後來到一家名叫「印第安」（El Indio）的夜總會。他的朋友大約在次日凌晨3點左右與他分別，埃斯科巴獨自一人來到夜總會的停車場。此時三名男性出現，開始與他發生爭執。其中兩人拔出手槍，共发射了12颗子弹，其中六發子彈射中埃斯科巴。據報導稱，凶手模仿着南美洲足球評論員，叫喊着「进球！」（¡Gol!）射殺埃斯科巴的凶手使用的是一種.38口徑的手槍。隨後這些凶手拋下正在流血的埃斯科巴，乘坐一輛豐田小卡車離開了案發現場。埃斯科巴被緊急送往醫院，45分鐘以後離開人世。
人們廣泛認為这次谋杀事件显然是对乌龙球的惩罚。目前尚不清楚凶手是基于自己的意志，还是受一个花了很大赌注赌哥伦比亚获胜的赌球集团的派遣犯下此案。
在埃斯科巴被殺的第二天，英國廣播公司（BBC）評論員阿兰·汉森在解說阿根廷對陣羅馬尼亞的賽事時說：「我保證阿根廷的後衛會為這個失誤像那樣被槍殺。」（the Argentine defender warrants shooting for a mistake like that.）BBC隨後發表了道歉聲明。
一共有超过12万人参加了埃斯科巴的葬礼，同时人们还为他塑造了雕像。每年球迷们都会带着他的照片去看比赛以表达他们的怀念。2002年7月，故鄉麥德林為埃斯科巴豎立了一座雕像。
杀害埃斯科巴的凶手温贝托·卡斯特罗·穆尼奥斯（Humberto Castro Muñoz），案發時在哥倫比亞一家很有權勢的公司裡擔任保鏢，於同日遭到警方逮捕，翌日承認殺害埃斯科巴的罪行。穆尼奥斯也是圣地亚哥·加隆（Santiago Gallón）的司機，當時加隆為哥倫比亞隊下了很大的賭注，為失去賭資而心煩意亂。1995年6月，穆尼奥斯為殺害埃斯科巴而內疚。穆尼奥斯被裁定有罪，处以43年有期徒刑，其後在2001年當局寬減刑期至26年。他由於在服刑期間的工作及學習表現良好，於服刑11年後（2005年）獲得釋放，但他的獲釋引起了廣泛爭議。

## 後續事件
在埃斯科巴死后，对足球球员的暴力犯罪并没有停止。2004年2月，哥伦比亚再次发生枪杀球员的事件。2005年1月17日，非洲国家贝宁也发生一群球迷围攻球员导致死亡的惨案。

## 生涯數據

### 俱樂部
| 俱樂部表現 | 俱樂部表現 | 俱樂部表現             | 聯賽 | 聯賽 | 盃賽 | 盃賽 | 洲際賽事 | 洲際賽事 | 其他 | 其他 | 統計 | 統計 |
| 賽季       | 俱樂部     | 聯賽                   | 出場 | 進球 | 出場 | 進球 | 出場     | 進球     | 出場 | 進球 | 出場 | 進球 |
| 哥倫比亞   | 哥倫比亞   | 哥倫比亞               | 聯賽 | 聯賽 | 盃賽 | 盃賽 | 南美     | 南美     | 其他 | 其他 | 統計 | 統計 |
| ---------- | ---------- | ---------------------- | ---- | ---- | ---- | ---- | -------- | -------- | ---- | ---- | ---- | ---- |
| 1986       | 民族競技   | Campeonato Profesional | 3    | 0    | 0    | 0    | 0        | 0        | 0    | 0    | 3    | 0    |
| 1987       | 民族競技   | Campeonato Profesional | 21   | 0    | 0    | 0    | 0        | 0        | 0    | 0    | 21   | 0    |
| 1988       | 民族競技   | Campeonato Profesional | 42   | 0    | 0    | 0    | 0        | 0        | 0    | 0    | 42   | 0    |
| 1989       | 民族競技   | Campeonato Profesional | 12   | 0    | 0    | 0    | 1+       | 1        | 1    | 0    | 14   | 1    |
| 1990       | 民族競技   | 哥倫比亞足球甲級聯賽   | 26   | 0    | 0    | 0    | -        | 0        | 0    | 0    | 26   | 0    |
| 1991       | 民族競技   | 哥倫比亞足球甲級聯賽   | 37   | 0    | 0    | 0    | 9        | 0        | 0    | 0    | 46   | 0    |
| 1992       | 民族競技   | 哥倫比亞足球甲級聯賽   | 49   | 0    | 0    | 0    | 3+       | 2        | 0    | 0    | 52   | 2    |
| 1993       | 民族競技   | 哥倫比亞足球甲級聯賽   | 21   | 0    | 0    | 0    | 2        | 0        | 0    | 0    | 23   | 0    |
| 1994       | 民族競技   | 哥倫比亞足球甲級聯賽   | 11   | 0    | 0    | 0    | 0        | 0        | 0    | 0    | 11   | 0    |
| 統計       | 哥倫比亞   | 哥倫比亞               | 222  | 0    | 0    | 0    | 15       | 3        | 1    | 0    | 238  | 3    |
| 統計       | 生涯總計   | 生涯總計               | 222  | 0    | 0    | 0    | 15       | 3        | 1    | 0    | 238  | 3    |

### 國際賽事

#### 國際賽事出場
| 球隊     | 年份 | 出場 | 進球 |
| -------- | ---- | ---- | ---- |
| 哥倫比亞 | 1988 | 6    | 1    |
| 哥倫比亞 | 1989 | 16   | 0    |
| 哥倫比亞 | 1990 | 5    | 0    |
| 哥倫比亞 | 1991 | 8    | 0    |
| 哥倫比亞 | 1992 | 2    | 0    |
| 哥倫比亞 | 1993 | 1    | 0    |
| 哥倫比亞 | 1994 | 13   | 0    |
| 總計     | 總計 | 51   | 1    |

#### 國際賽事進球
| # | 日期       | 地點                     | 對賽球隊 | 入球 | 賽果 | 競賽               |
| - | ---------- | ------------------------ | -------- | ---- | ---- | ------------------ |
| 1 | 1988-05-24 | 英格蘭 溫布利 溫布利球場 | 英格兰   | 1–1  | 1–1  | 1988年羅斯盃足球賽 |

## 榮譽
民族競技
- 甲級聯賽 (1): 1991

亞軍 (3): 1988, 1990, 1992
- 美洲俱樂部盃（英语：Copa Interamericana） (1): 1989
- 南美解放者杯 (1): 1989[21]
- 洲際盃足球賽

亞軍 (1): 1989

## 註解
1. ↑  包括洲際盃足球賽。